# 中野梧一
中野梧一（なかの ごいち、1842年2月17日（天保13年1月8日） - 1883年（明治16年）9月19日）は、江戸時代から明治にかけての武士、政治家、実業家。山口県の初代県令。旧名、斎藤辰吉（さいとう たつきち）。役人から実業家に転じ、藤田伝三郎を助けて巨利を得たが、41歳で猟銃自殺した。

## 経歴
天保13年（1842年）1月、御細工頭から後年関東郡代付代官を務めた斎藤嘉兵衛の子として江戸（現・東京都区部）に生まれる。
安政4年（1857年）嘉兵衛の隠居により家督を相続。幕府に出仕する。御勘定評定所留役介、外国奉行支配調役、御勘定留役を経て、勘定組頭格となり、慶応3年（1867年）10月には勘定組頭に昇進し布衣を許される。主に勘定所に勤務し、慶応年間には、小栗忠順直属の部下であった。
慶応4年（明治元年・1868年）の戊辰戦争では抗戦継続派であり、江戸開城後に江戸を脱走し旧幕府軍・彰義隊に身を投じる。途中乗船していた美賀保丸が銚子沖で遭難し、九死に一生を得た。その後に同じく美賀保丸乗船者であった伊庭八郎ら共に新政府軍の追撃を振り切ることに成功し、仙台にて榎本武揚の艦隊と合流。翌明治2年（1869年）の箱館戦争に参戦し5月に五稜郭にて官軍に降伏。榎本らと共に東京に護送され投獄された。
翌明治3年（1870年）には釈放となり、釈放後徳川家の移封先である静岡に移住。その後、従兄弟の中野誘の籍に入り「中野梧一」と改名。字を第長とする。明治4年（1871年）9月3日に大蔵省7等官として新政府に出仕。同年11月15日に山口県参事（県令、権令は空席で事実上の県知事）に登用された。旧幕府出身者が新政府に登用されるのは珍しいことでは無かったが、倒幕派の旧領に県幹部として任命されたのは異例であり、破格の人事であった。この抜擢は井上馨の推挙によるとされる。
その後の明治5年（1872年）7月25日には権令、明治7年（1874年）8月5日には県令に昇進し、県令在任中は全国に先んじて地租改正を断行するなど近代化政策を推進したが、明治8年（1875年）12月9日に実業界に身を置きたいとして辞職した。辞職の真の理由は、前原一誠に玉木文之進が肩入れしている事を知って、県令としての前途を絶望視したからともされる。その後、三井組に入社を誘われたが、これを断り、明治9年（1876年）1月に設立された藤田組に入社。
翌10年（1877年）に勃発した西南戦争では、軍需品の調達や役務を藤田組は政府から請負、藤田伝三郎と共に巨利を得る。翌明治11年（1878年）には、大阪商法会議所設立に参加。副会頭に推される。しかし、明治12年（1879年）9月15日に贋札の製造・行使をしたとして藤田らと共に逮捕されるが、冤罪であると分かり3ヵ月後に釈放された（藤田組贋札事件）。釈放後の明治14年（1881年）、五代友厚、広瀬宰平と関西貿易商会を設立。開拓使官有物払下げ事件にも関与した。贋札事件による逮捕後も経済界の大物として活躍したが、明治16年（1883年）9月19日、大阪府の自宅にて動機不明の猟銃自殺を遂げた。墓所は四谷舟町の西迎寺。

## 著作等
- 田村貞雄校注『初代山口県令 中野梧一日記』マツノ書店、1995年